# 拱形小紋石蛾
拱形小紋石蛾（学名：Cheumatopsyche sagitta）为紋石蛾科合脈石蛾屬下的一个种。